# Úrvalsdeild Karla 1952
La Úrvalsdeild Karla 1952 fue la 41.ª edición del campeonato de fútbol islandés. El campeón fue el KR.

## Tabla de posiciones
|   | Equipo          | PJ | PG | PE | PP | GF | GC | DG | Pts |
| - | --------------- | -- | -- | -- | -- | -- | -- | -- | --- |
| 1 | KR Reykjavik    | 4  | 3  | 1  | 0  | 7  | 3  | +4 | 7   |
| 2 | ÍA              | 4  | 3  | 0  | 1  | 12 | 6  | +6 | 6   |
| 3 | Valur Reykjavik | 4  | 2  | 0  | 2  | 8  | 9  | -1 | 4   |
| 4 | Fram Reykjavik  | 4  | 0  | 2  | 2  | 3  | 5  | -2 | 2   |
| 5 | Víkingur        | 4  | 0  | 1  | 3  | 3  | 10 | -7 | 1   |